# Great Zimbabwe
Great Zimbabwe består af stenruinerner fra en ældgammel by i det sydlige Afrika i det nuværende Zimbabwe, som 1250-1629 var centrum for et stort rige kendt som Munhumutapa imperiet. Det herskede over et område der omtrent dækker det nuværende Zimbabwe (der tog sit navn fra denne by) og Mozambique. De handlede med omverdenen via havne som Sofala syd for Zambeziflodens delta.
Great Zimbabwe er det moderne Zimbabwes nationalsymbol, hvor Zimbabwe fuglen (et nationalt symbol) blev opdaget. Great Zimbabwe blev optaget på UNESCOs verdensarvsliste i 1986.